# 伊布拉尼

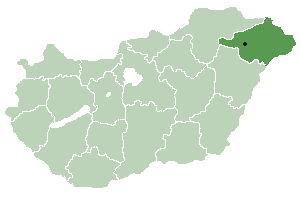

伊布拉尼是匈牙利的城市，位於該國東北部蒂薩河畔，由索博爾奇-索特馬爾-貝拉格州負責管轄，面積60.39平方公里，2011年人口6,886，其中約一半居民信奉基督教。

## 友好城市
- 義大利格拉迪斯卡迪松佐
- 芬兰利明卡
- 斯洛伐克Zádiel
- 斯洛伐克Krásnohorská Dlhá Lúka
- 波蘭小波蘭地區格沃古夫
- 羅馬尼亞戈爾內什蒂鄉

48°08′N 21°43′E / 48.133°N 21.717°E